# 裝甲兵進行曲
《裝甲兵進行曲》（德語：Panzerlied，又译为《坦克之歌》），是納粹德國國防軍最著名的軍歌之一，於軍中裝甲兵部隊之間廣泛流傳。歌曲旋律最初据传來自18世紀奧地利軍樂《魯西卡之歌》（Luiskalied），但实际上该歌经过考证，实旋律则为来自于一首纳粹希特勒青年团歌曲，歌詞由德軍中尉庫爾特·威勒於1935年6月28日在前往德國柯尼希斯布呂克鎮途中創作。
该歌曲在战争期间并不是特别受欢迎，例如，在纳粹德国第16装甲师的1943年5月在托斯卡纳的演奏列表中有很多德国经典军乐，但惟独并没有这首歌。此外，考虑到装甲兵只占纳粹德国武装部队的很小一部分，纳粹国防军只有29个装甲师，对比315个步兵师显得并不多。即便装甲部队传唱这首歌，对于徒步步兵，唱一首装甲兵之歌显得十分奇怪。这首歌真正流传开来，是因为在1965年的电影《坦克大决战》中，德国装甲指挥官凯斯勒与年轻装甲兵见面时，装甲兵们以传唱《装甲兵之歌》来表达他们的作战决心。
在二战期间，这首歌的原版旋律相比现代存在诸多不同，现代的旋律是由好莱坞改编的《坦克大决战》版本演变而来。
戰後，歌曲一直被德國聯邦國防軍與奧地利軍隊所採用。現時，本曲也被智利陸軍所使用，同時法國外籍兵團軍歌Képi Blanc的旋律亦取自本曲，義大利陸軍部份的摩拖化與傘兵部隊也非正式地採用本曲。中華民國國軍也曾因其旋律能夠激勵軍心，特將之改編為「黃埔健兒」作為國軍軍歌。
2017年5月，為了避免散播仇恨，此曲不再被聯邦國防軍使用。
此曲的第一段曾在1965年於電影《坦克大決戰》中的其中一幕演奏，但是《坦克大决战》的好莱坞版本的旋律与原版并不一致，并且只演唱了第一段，反复了五次; 在電視動畫《少女與戰車》中，曾用該曲為黑森峰女子學園戰車冲鋒時的背景音樂，但没有歌词。在2016年的电子游戏《钢铁雄心4》中，这首歌的前三段被演奏，并且作为“Axis Music Pack”作为预购奖励和DLC的一部分。

## 原版歌詞
1. ↑  亨利舍恩. . bilibili. 2024-5-15 （中文）.